# Al Stewart
Alastair Ian "Al" Stewart (Glasgow, Escocia, 5 de septiembre de 1945) es un cantante, compositor y músico de folk-rock británico que saltó a la fama como parte del renacimiento de los músicos populares británicos ("roots revival") en los años 60' y 70'. Él desarrolló un estilo único de combinar canciones de folk-rock con cuentos de personajes clásicos y acontecimientos de la historia.

## Biografía
Nacido en Glasgow, Escocia, el 5 de septiembre de 1945.  
Su padre, Alastair MacKichan Stewart, Teniente de aviación de la reserva voluntaria de la Real Fuerza Aérea, falleció en un accidente aéreo durante un ejercicio de entrenamiento en 1945 antes que Al naciera.  
Stewart creció con su madre, Joan Underwood, en el pueblo de Bournemouth, Dorset, Reino Unido. 
Se mudó a los Estados Unidos en 1977, y grabó y produjo la mayoría de su trabajo en Los Ángeles desde finales de los 70 y durante los 80.
Se le conoce principalmente por su sencillo "Year of the Cat", "hit" de 1976. 
También tuvo bastante éxito, aunque en menor medida, su siguiente sencillo "Time Passages". Ambos producidos por Alan Parsons.
Mientras que los álbumes de estudio de los últimos años son pocos y distanciados entre sí, todavía lleva a cabo extensas giras a través de los Estados Unidos y Europa. Las grabaciones de sus conciertos pueden adquirirse a través de su club de fanes. La carrera musical de Stewart dura ya más de 40 años.

## Discografía
1967 Bed-Sitter Images
1969 Love Chronicles
1970 Zero She Flies
1970 The First Album (Bedsitter Images/A reissue with some differences)
1972 Orange
1974 Past, Present And Future
1975 Modern Times
1976 Year Of The Cat
1978 The Early Years (anthology)
1978 Time Passages
1980 24 Carrots
1981 Indian Summer
1984 Russians & Americans
1988 Last Days Of The Century
1991 Chronicles... The best of Al Stewart
1992 Rhymes In Rooms  "Live with Peter White"
1993 Famous Last Words
1995 Between The Wars
1996 Seemed Like A Good Idea At The Time
2000 Down In The Cellar
2002 Time Passages Live
2005 A Beach Full Of Shells
2008 Sparks Of Ancient Light
2010 Uncorked  "Live with Dave Nachmanoff"